# هيرمان جويدشي
فريدريش هيرمان جودش (بالألمانية: John Retcliffe)‏ ولد 12 فبراير 1815 م وتوفي 8 نوفمبر 1878 م كان كاتباً ألمانياً في الاتجاه المعادي للسامية ألف كتاباً بعنوان سيد جون ريتكلف.